# Cueva de Covalanas
La cueva de Covalanas es una cavidad ubicada cerca de Ramales de la Victoria, Cantabria, España. Su acceso se encuentra a unos 700 m de la carretera N-629, en una pared formada por el río Calera. Está incluida en la lista del Patrimonio de la Humanidad de la Unesco desde julio de 2008, dentro del conjunto «Cueva de Altamira y arte rupestre paleolítico de la cornisa cantábrica».
La cueva es una de las que componen la zona arqueológica de Ramales, que conforman una unidad de acuerdo con su cronología, tipología y situación y definen un aspecto destacado de la cultura cántabra.

Fue descubierta, como tantas otras en la zona, por Hermilio Alcalde del Río y el sacerdote Lorenzo Sierra, en el año 1903. 

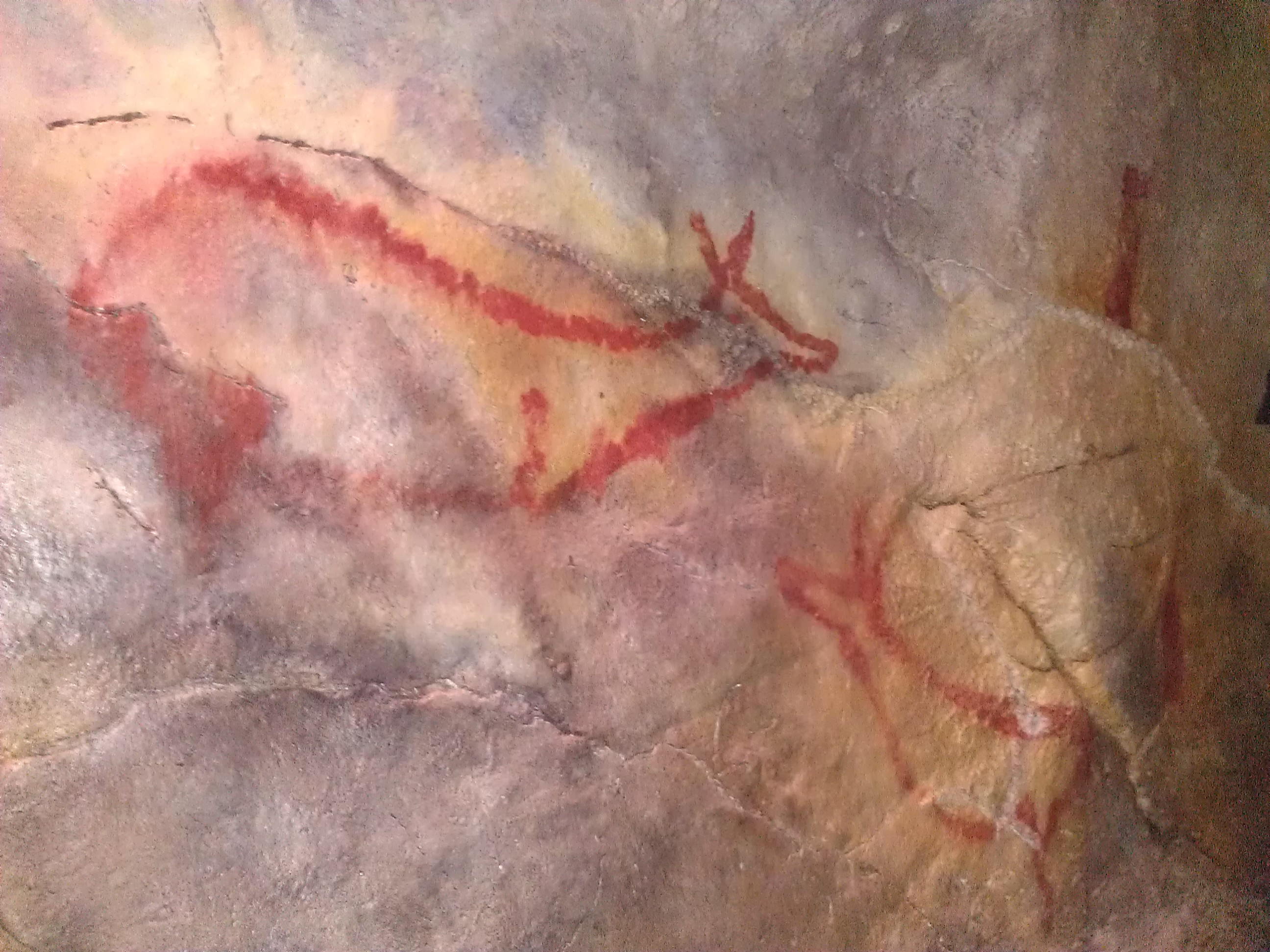
Réplica del panel de las ciervas (Parque de la Prehistoria de Teverga)

La cueva como tal tiene un gran abrigo por boca, y desde ahí surgen dos galerías prácticamente paralelas. La de la derecha -según se baja- es la que contiene las manifestaciones rupestres que han hecho famosa a la cueva. Desde el punto de vista espeleológico, esta galería no tiene apenas formaciones y, por tanto, carece de interés en líneas generales.
La galería de la derecha contiene un gran número de figuras rojas, entre las que predominan las ciervas, de diversos tamaños y orientadas tanto hacia dentro como hacia fuera de la cueva. La técnica para realizarlas, por lo general, es el tamponado. Además de las casi 20 ciervas, hay un caballo, un uro, algunas partes de animales sin identificar, como una cabeza o un torso, y algunos signos cuyo significado se desconoce.

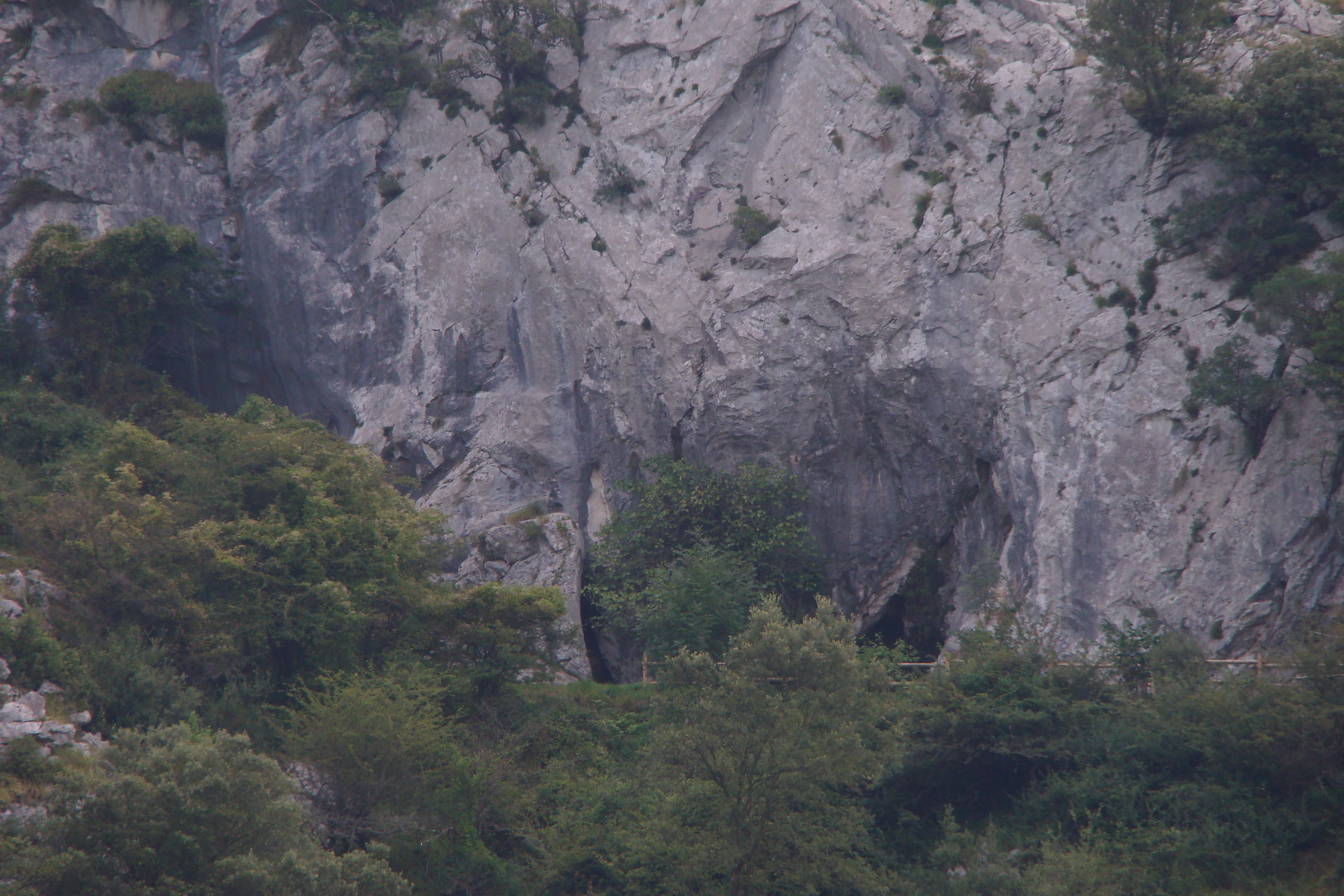
Acceso a la cueva, en un abrigo rocoso

## Visita
La cueva está abierta al público general, en grupos limitados a siete personas como máximo, y cuenta con un servicio de guía.